# Utricularia trichophylla
Utricularia trichophylla es una especie botánica de planta carnívora acuática o terrestre,  del género Utricularia en la familia de las Lentibulariaceae. 
Es endémica de Centro y Sudamérica en Belice, Bolivia, Brasil, Guayana Francesa, Guyana, Nicaragua, Paraguay, Perú, Surinam, Trinidad y  Venezuela.